# Fiskråttor
Fiskråttor (Ichthyomys) är ett släkte i familjen hamsterartade gnagare med fyra arter som förekommer främst i norra Sydamerika.

## Beskrivning
Arterna liknar i storlek och utseende de egentliga råttorna (Rattus) men de är inte närmare släkt med dessa. Kroppslängden ligger mellan 11 och 21 cm och därtill kommer en 15 till 19 cm lång svans. Den största arten, I. tweedii, når en vikt omkring 120 gram. Den grova pälsen är på ovansidan olivbrun, grå eller svart och på undersidan vitaktig. Vid de breda bakre fötterna finns simhud mellan tårna. Ögonen samt öronen är små och nästan gömda i pälsen.
Fiskråttor förekommer främst i norra Sydamerika, utbredningsområdet sträcker sig från Panama över Colombia och Venezuela till Ecuador och Peru. Arternas habitat är vattendrag och träskmarker mellan 600 och 2 800 meter över havet.
Dessa gnagare vilar på dagen oftast gömd under stenar. De hittar sina byten med hjälp av morrhåren, fångar bytet med framfötterna och dödar fångsten med sina skarpa framtänder. Trots namnet utgörs födan främst av insekter och små kräftdjur, bara stora individer fångar ibland smärre fiskar.
Arterna är:
- Ichthyomys hydrobates lever i västra Venezuela, Colombia och norra Ecuador, listas som nära hotad (near threatened).
- Ichthyomys pittieri förekommer i norra Venezuela. Är uppkallad efter den schweiziska naturforskaren Henri Pittier. Listas av IUCN som sårbar (vulnerable).
- Ichthyomys stolzmanni lever i östra Ecuador samt i Peru, listas med kunskapsbrist (data deficient).
- Ichthyomys tweedii förekommer från Panama till Ecuador, listas likaså med kunskapsbrist.

## Bildgalleri

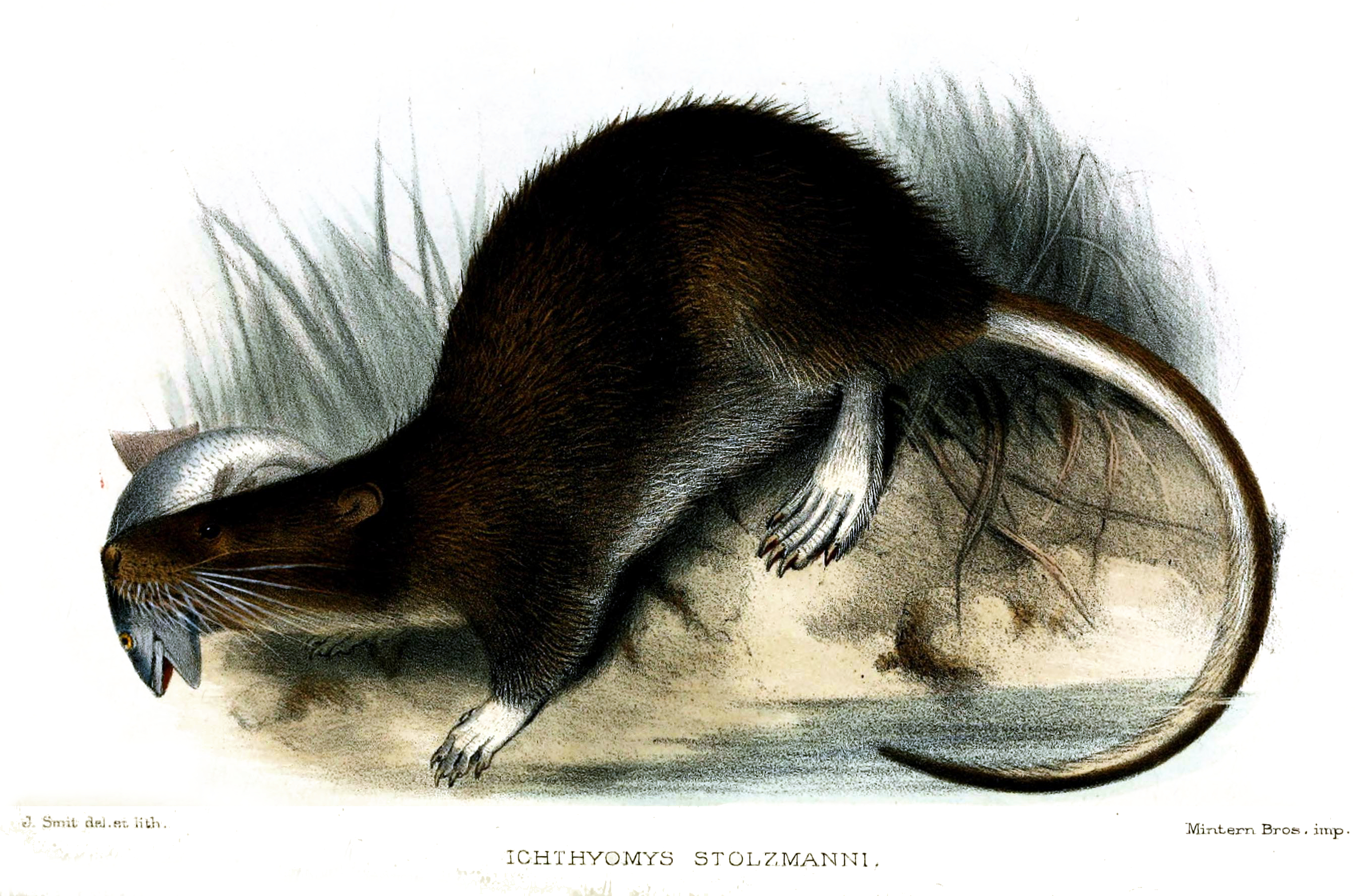
Ichthyomys stolzmanni